# Raingard Tausch
Raingard Tausch (* 2. Februar 1949 in Leonberg) ist eine deutsche Zeichnerin, Malerin und Objektkünstlerin.

## Leben und Wirken
Nachdem Raingard Tausch ein Studium in Heidelberg als Diplom-Übersetzerin abgeschlossen hatte, absolvierte sie eine künstlerische Ausbildung bei Karl-Peter Muller an den akademischen Werkstätten in Maximiliansau. Sie arbeitet heute als freischaffende Künstlerin in Heidelberg mit den Arbeitsschwerpunkten Zeichnung, Collage und Objekte.
In ihren Papier- und Drahtarbeiten, für die sie sich Anregungen bei Reisen in ferne Länder holt, setzt sie sich mit archaischen Kulturen und außereuropäischen Zivilisationen der Moderne auseinander. Mit fremdartigen Zeichen, Chiffren und Symbolen gibt sie Zeugnis von den auf ihren Reisen gesammelten Eindrücken. Ihre Werke können oft konkreten Orten und Erlebnissen zugeordnet werden. Sie nutzt für ihre Collagen eine aus vielen Ländern der Welt zusammengetragene Papiersammlung, in der sie handgeschöpfte Papiere, Handschriften, Seekarten, Notenblätter und Zeitungsauszüge archiviert.
Für ihre „Vorzeit-Zeichen“ verwendet sie natürliche Farbstoffe, um an Ton und Lehm erinnernde Flächen in verschiedenen Schattierungen zu erstellen, die von steinzeitlichen Relikten wie Faustkeilen und Speerspitzen durchzogen sind.
Bei ihren „Indianischen Impressionen“ gibt sie die amerikanische Wüste in roten bis nahezu weißen Farbtönen wieder und deutet die Tipis der dort lebenden Indianer nur schematisch im Hintergrund an. Neben großflächigen Collagen aus Papier, Folien und Stoff in mehreren Lagen, durch die sie eine plastische Tiefenwirkung erzielt, erstellt sie auch filigrane Drahtplastiken, bei denen sich Fliegengitter und Metallstäbe mit gewebten und gehäkelten Elementen zu fantasievollen Objekten, teilweise auch Buchobjekten, verbinden.
Seit 1992 hat Raingard Tausch ihre Arbeiten in zahlreichen Ausstellungen im In- und Ausland erfolgreich präsentiert. Einige Arbeiten befinden sich in öffentlichen Sammlungen.

## Ausstellungen
- 2002, Papier x 4, Kunstverein Germersheim[6]
- 2005, Über-Regio, Malerei, Holzschnitte und Objekte GEDOK-Ausstellung im Landratsamt Freiburg mit Grit Schumacher[7]
- 2007, X mal ICH, Städtische Galerie Fruchthalle Rastatt[6]
- 2009, In Form, Heidelberger Forum für Kunst, Heidelberg[6][8]
- 2011, 80 Jahre GEDOK Heidelberg, Duale Hochschule Baden-Württemberg Mosbach[9][10]
- 2012, Les Vendémiaires, Saint-Mathieu-de-Tréviers, Frankreich[11][12]
- 2013, Moment Mal, Heinrich-Pesch-Haus, Ludwigshafen am Rhein mit Brunhilde Gierend[4][13]
- 2014, Fremd, Heidelberger Forum für Kunst, Heidelberg[14][6]
- 2014,  Dreiklang, Kunstverein Leimen[15]
- 2014, Collagen und Mischtechniken, vom 26. Juli bis 22. August 2014 im „Kleinen Kunstraum 21“ von Gotthart Eichhorn in Geiselbach-Omersbach